# 贾希尔宫殿

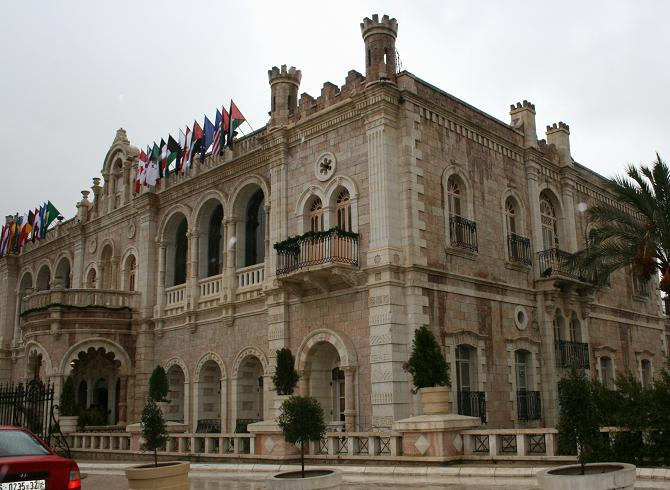

贾希尔宫殿（Jacir Palace或Qasr Jacir，阿拉伯语：‎）是约旦河西岸地区伯利恒最大的酒店。该建筑的原始设计是基于典型的巴勒斯坦建筑和阿拉伯家庭的特点。贾希尔宫有三层，每层800平方米。新建的部分增加了室外游泳池、健康水疗中心，两个会议室，250个房间和十一个餐饮店，包括餐馆和酒吧。
贾希尔宫殿建于1910年，建造者是伯利恒工匠和商人苏莱曼·贾希尔米，他是女艺术家艾米丽·贾西尔和女导演安娜玛丽·雅西尔的曾祖父。他和他的五个兄弟的家庭一起住在这所房子里。但是贾希尔家族在1920年代破产，他们被迫放弃宫殿，并出售里面所有的家具。贾希尔宫最终被英国接管，后者在1940年代将其用作监狱。在1950年代，这所房子是一所私立学校，后来改为一所公立男校，后来又被改造成一所公立女校。这所房子也被以色列军队使用，特别是在第一次起义期间，作为一个控制点，考虑到它的有利位置，并且是当地投掷石块的青年和以色列军队之间的一个主要对抗点。
2000年，一批与巴勒斯坦民族权力机构有联系的巴勒斯坦投资者收购了贾希尔宫殿，不久进行翻新和装修。酒店曾经在2000年至2005年关闭。

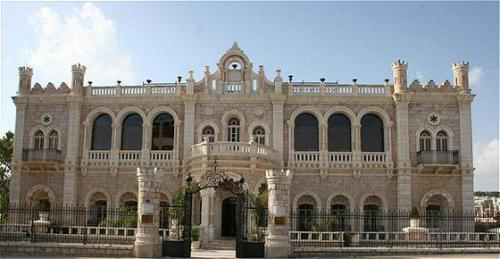